# Pougné
Pougné est une commune associée à Nanteuil-en-Vallée, dans le département de la Charente.

## Géographie
Pougné est située dans le nord du département de la Charente, à 3 km au sud-ouest de Nanteuil-en-Vallée et à 7 km au sud-est de Ruffec. Elle a été associée à Nanteuil-en-Vallée le 1er janvier 1973 par arrêté préfectoral du 29 décembre 1972.

### Hydrographie

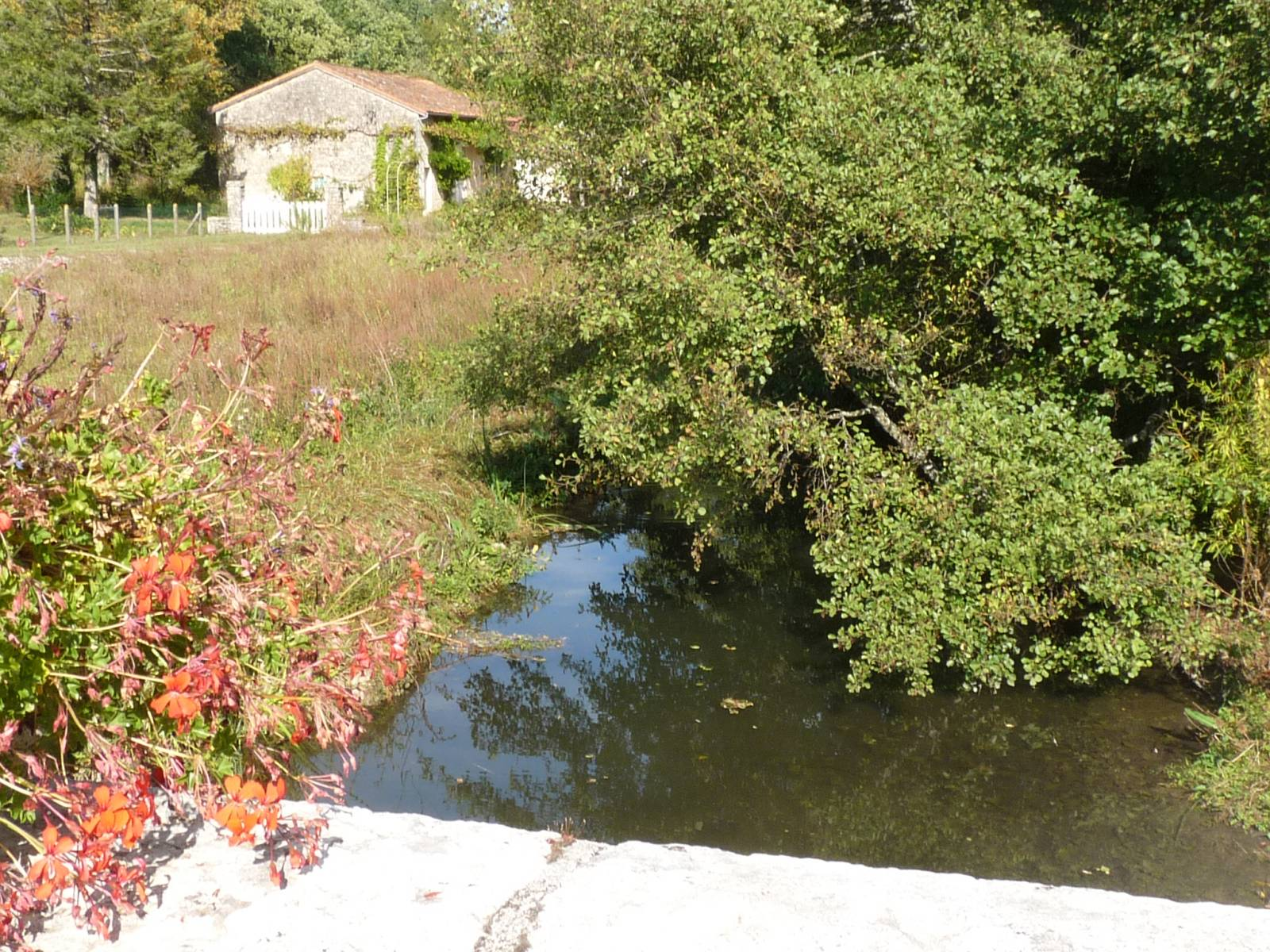
L'Argentor à Pougné

L'Argentor, affluent de la Charente formé de l'Argent et de l'Or, traverse la commune.

## Toponymie
Les formes anciennes sont Puniaco, Pugna, Pugnec en 1289, Poignaco en 1203.
L'origine du nom de Pougné remonterait à un nom de personne gallo-romain Pugnius ou Punius auquel est apposé le suffixe -acum, ce qui correspondrait à Puniacum, « domaine de Punius ».
La terminaison en -é plutôt qu'en -ac, -ec ou -ecq forme une anomalie. En effet Pougné est au sud de la limite des noms en -ac (dans le Sud de la France) et des noms en -é, -ay ou -y (dans le Nord), qui traverse la France d'ouest en est et le nord-ouest du département de la Charente entre Rouillac/Montigné et Bernac/Londigny, non loin cependant.

## Histoire
Des vestiges témoignent d'une occupation gallo-romaine. Au nord de la Grande Gemarie, un sarcophage contenait de nombreux objets des IIe et IIIe siècles. Sur le plateau de la Fayolle, un tertre pourrait être une nécropole de cette même époque.
La fontaine Saint-Martin, aussi appelée Saint-Eutrope, avait des propriétés de guérison et faisait l'objet d'un pèlerinage annuel.
Pendant la première moitié du XXe siècle, la commune était traversée par la ligne de Ruffec à Roumazières qui longeait la vallée de l'Argentor; la gare la plus proche était celle de Nanteuil-en-Vallée en amont, ou Pougné-Saint-Georges en aval, établie près de ce dernier bourg.
À cette même époque, l'industrie était représentée par un moulin à blé sur l'Argentor.

## Démographie
L'évolution du nombre d'habitants est connue à travers les recensements de la population effectués dans la commune depuis 1793. À partir du 1er janvier 2009, les populations légales des communes sont publiées annuellement dans le cadre d'un recensement qui repose désormais sur une collecte d'information annuelle, concernant successivement tous les territoires communaux au cours d'une période de cinq ans. 
Pour les communes de moins de 10 000 habitants, une enquête de recensement portant sur toute la population est réalisée tous les cinq ans, les populations légales des années intermédiaires étant quant à elles estimées par interpolation ou extrapolation. Pour la commune, le premier recensement exhaustif entrant dans le cadre du nouveau dispositif a été réalisé en ,.
En 2007, la commune comptait 102 habitants.
| 1793 | 1800 | 1806 | 1821 | 1831 | 1841 | 1846 | 1851 | 1856 |
| ---- | ---- | ---- | ---- | ---- | ---- | ---- | ---- | ---- |
| 455  | 387  | 437  | 511  | 505  | 437  | 469  | 439  | 472  |

| 1861 | 1866 | 1872 | 1876 | 1881 | 1886 | 1891 | 1896 | 1901 |
| ---- | ---- | ---- | ---- | ---- | ---- | ---- | ---- | ---- |
| 431  | 406  | 409  | 390  | 373  | 364  | 343  | 340  | 296  |

| 1906 | 1911 | 1921 | 1926 | 1931 | 1936 | 1946 | 1954 | 1962 |
| ---- | ---- | ---- | ---- | ---- | ---- | ---- | ---- | ---- |
| 291  | 288  | 267  | 250  | 230  | 225  | 223  | 212  | 202  |

| 1968 | 2007 | - | - | - | - | - | - | - |
| ---- | ---- | - | - | - | - | - | - | - |
| 159  | 102  | - | - | - | - | - | - | - |

### Remarques
En 2007, la commune comptait 102 habitants.

## Économie

### Agriculture

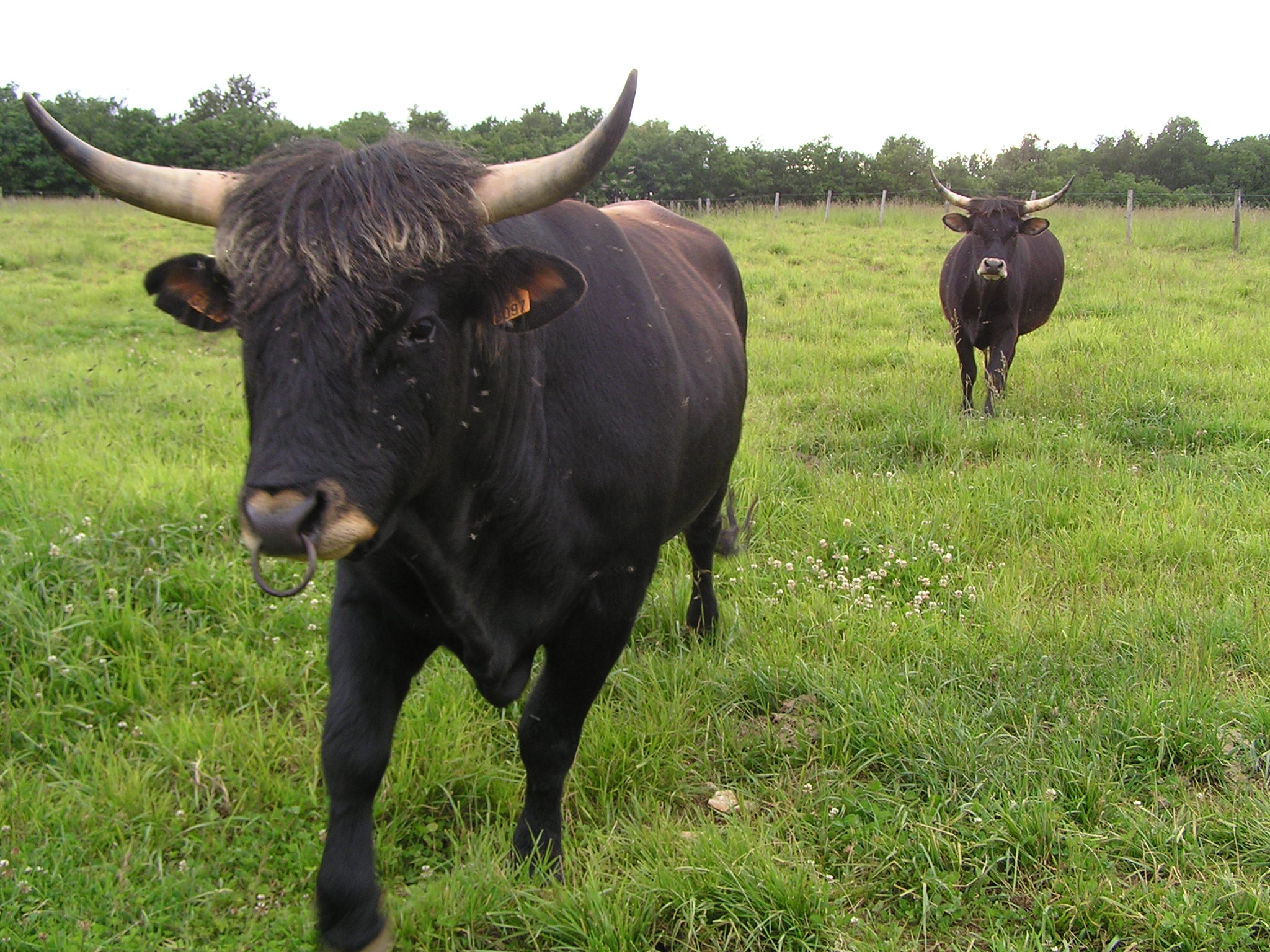
Des aurochs-reconstitués à la ferme de l'Aurochs vert

La ferme de l'Aurochs vert présente un élevage d'aurochs-reconstitués en Charente, assez rare en France, créé en 2003 par un passionné de la préhistoire.

## Équipements, services et vie locale

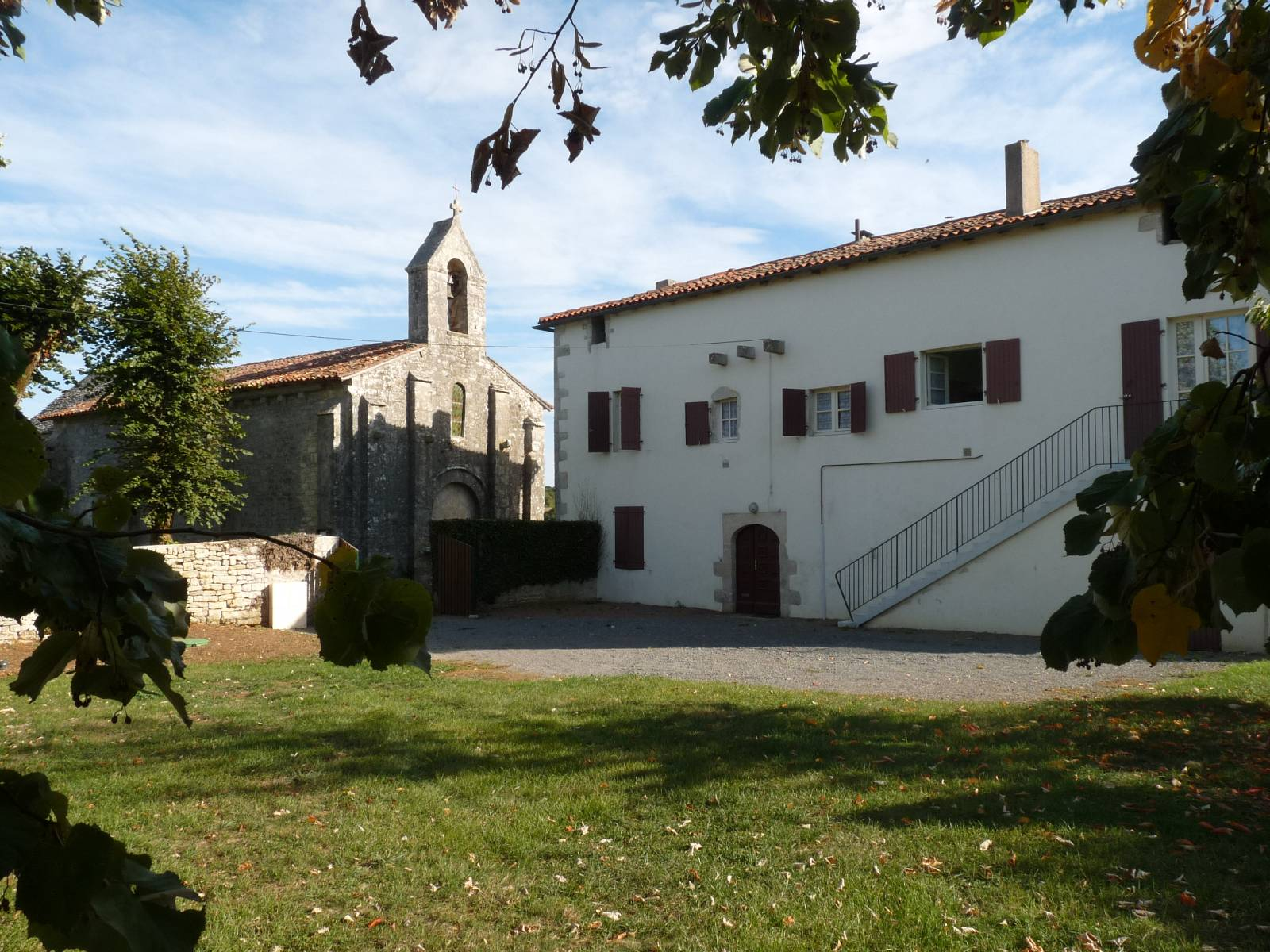
Le gîte communal

Gîte communal près de l'église.

## Lieux et monuments

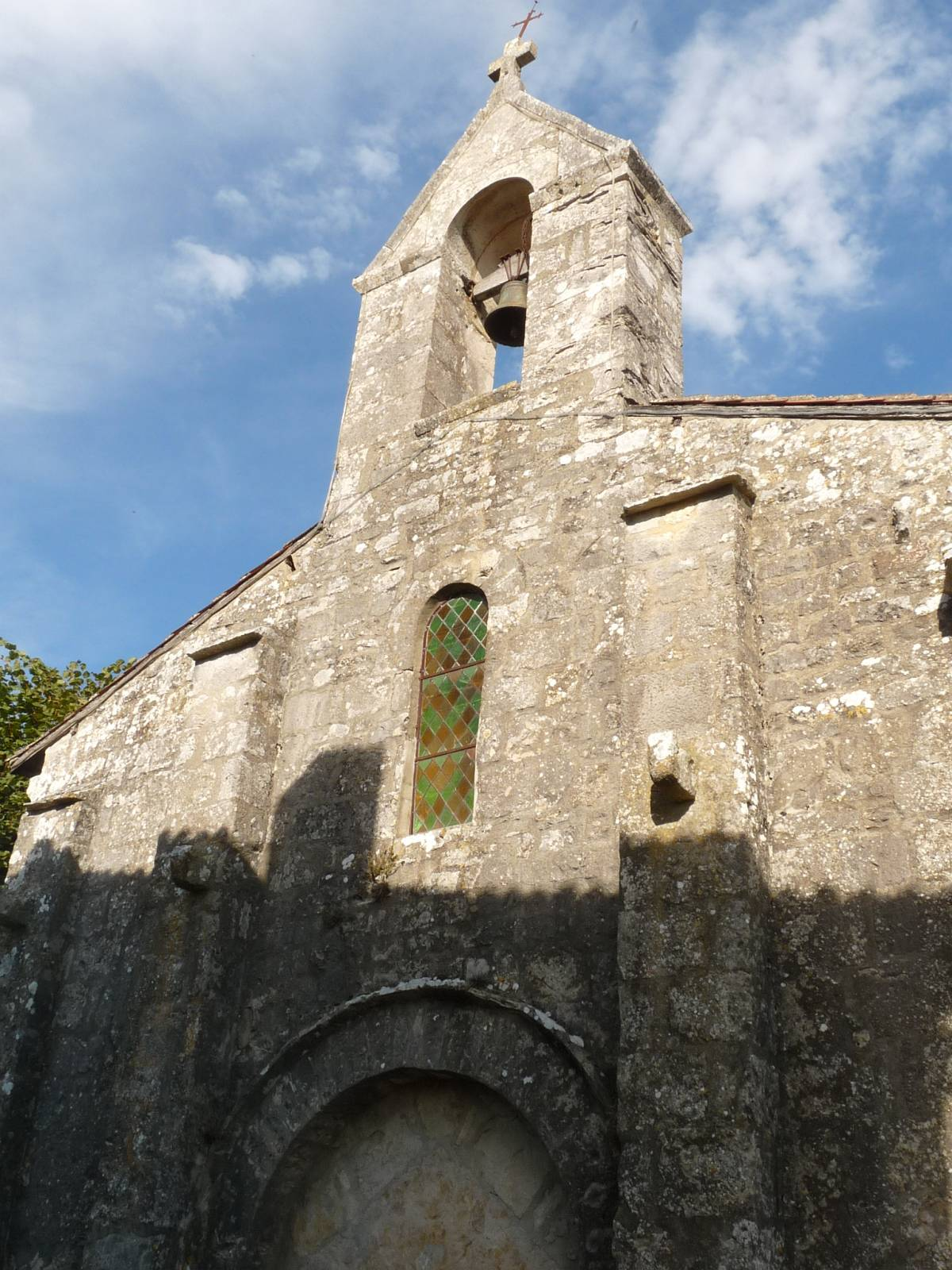
L'église et son clocher

- La cloche en bronze de l'église paroissiale Saint-Martin date de 1616 et comporte une inscription « Jésus Maria ». Elle a été  classée monument historique à titre objet depuis 1944[13].